# Katango
Katango (フランケンシュタインの怪獣 サンダ対ガイラ?, Furankenshutain no Kaijū - Sanda tai Gaira, lett. "Il mostro di Frankenstein - Sanda contro Gaira") è un film del 1966 diretto da Ishirō Honda.
Il film di genere horror, ridistribuito in Italia nel 1976 col titolo Kong - Uragano sulla metropoli, è considerato una sorta di sequel di Frankenstein alla conquista della Terra (1965) dello stesso regista.

## Trama

Katango / il Kong marino

Durante una notte di tempesta un battello viene attaccato dal polpo Oodako, il quale viene però ucciso da una misteriosa creatura ricoperta di squame. L'unico sopravvissuto, che si trova in ospedale, racconta di una creatura che ha distrutto il battello e divorato gli altri marinai.
Nel relitto del battello vengono trovati gli abiti strappati dei marinai e, in più, un pezzo di tessuto metà alga e metà pelliccia. Si viene così a scoprire che la pelle apparterrebbe a Gorinka/Kong, una sorta di scimmia gigante appartenente ad una sconosciuta specie marina antropomorfa. Però il professore Steven, colui che l'aveva scoperto e del quale poi aveva perduto ogni traccia, nega la possibilità che si tratti di esso, in quanto animale terricolo. Ma il mostro marino esce dall'acqua e, dopo aver attaccato un aeroporto, giunge in città a notte fonda e Steven capisce che il mostro, abituato all'oscurità dei fondali marini, non sopporta la luce.
Katango/il Kong marino (così viene chiamata la creatura) viene ferito da speciali raggi laser dell'esercito giapponese, ma viene soccorso dal compagno docile. Però il mostro terrestre capisce che quello marino è un pericolo per l'umanità e i due cominciano a lottare nei pressi di Tokyo. Caduti in mare, sono sorpresi da un terremoto sottomarino che fa emergere un vulcano la cui eruzione li travolge e uccide entrambi.

## Distribuzione
Distribuito in Giappone il 31 luglio 1966, arrivò nelle sale italiane nel novembre 1968 col titolo Katango. Nel 1976 è stato ridistribuito intitolato Kong - Uragano sulla metropoli, presentando un nuovo doppiaggio e un diverso adattamento dei dialoghi e dei nomi dei personaggi.
È stato distribuito in DVD in Italia nel 2012 dalla Pulp Video con il titolo Katango - Uragano sulla metropoli, contenente il secondo doppiaggio.